# Museum im Zeughaus (Vechta)

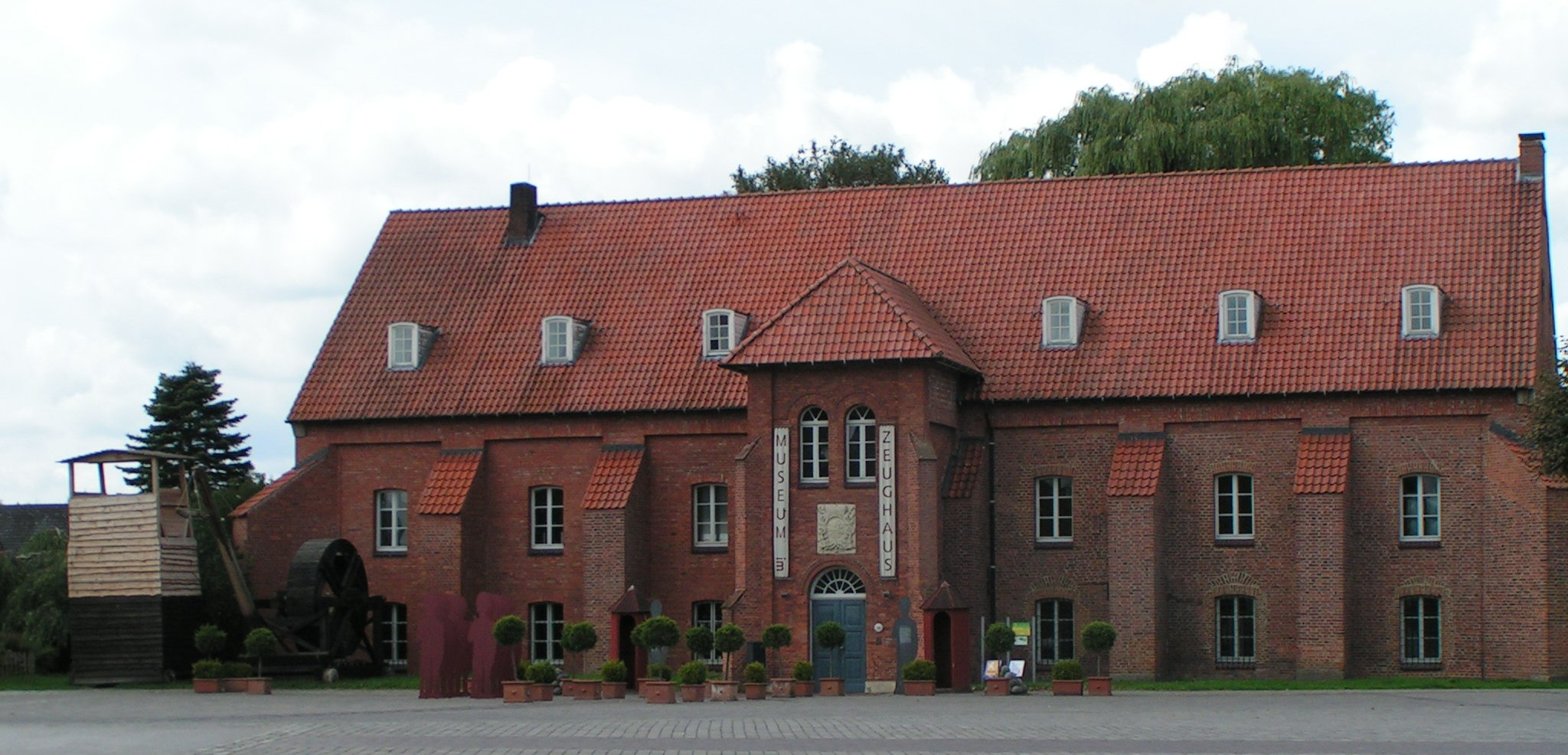
Museum im Zeughaus Vechta (2009)

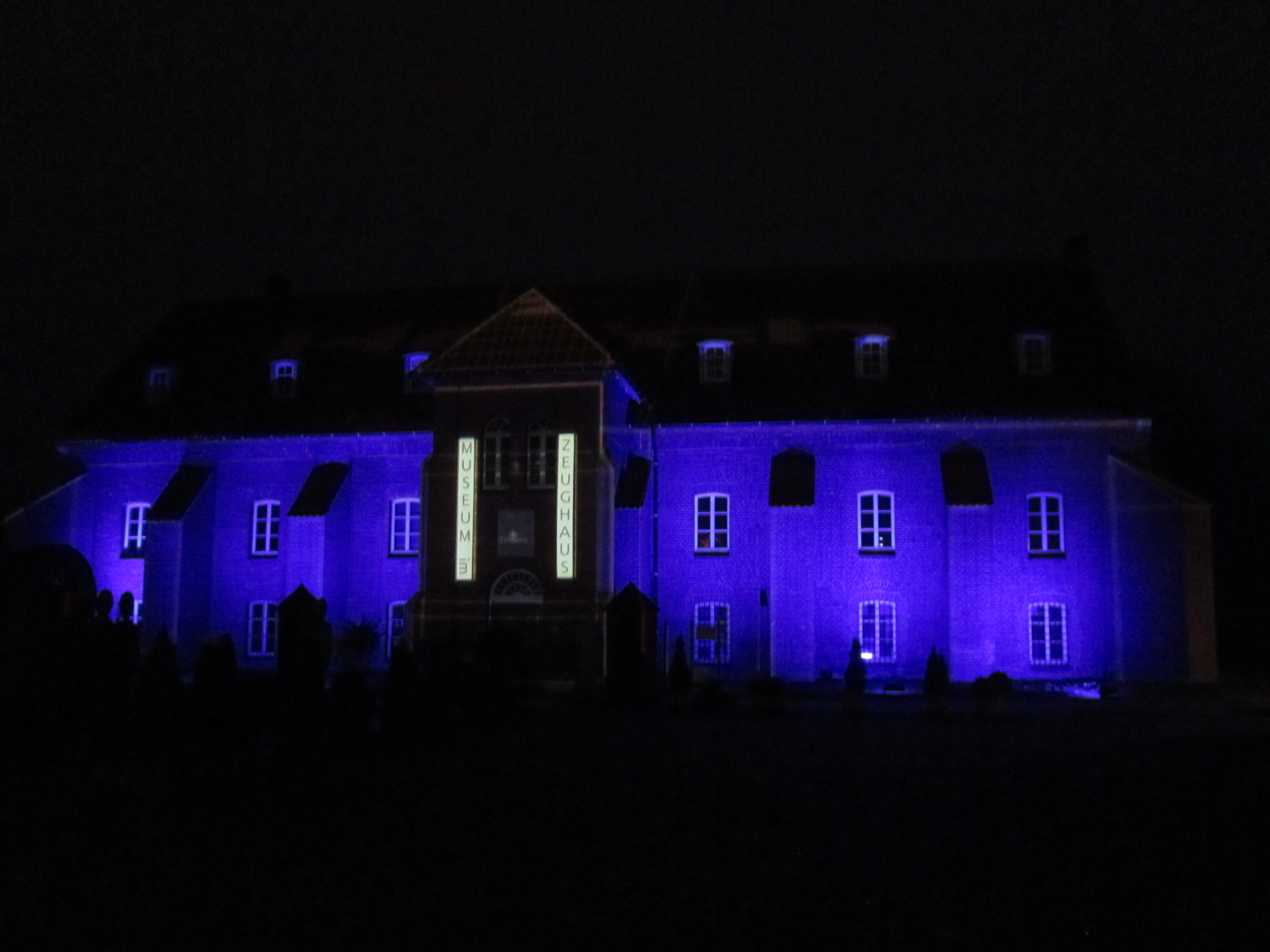
Museum im Zeughaus während der Vechtaer Lichtertage 2015

Museum im Zeughaus ist der Name eines historischen Museums in Vechta. Es befindet sich auf dem Gelände des Zitadellenparks im Zeughaus der ehemaligen Zitadelle. Das Zeughaus und das Kaponier, das heute mitten in der Vechtaer Innenstadt steht, sind die einzigen erhalten gebliebenen Gebäude der 1769 geschleiften Zitadelle.
Das Museum in der Trägerschaft der Stadt Vechta wurde 1997 eröffnet. Jedes Jahr nehmen rund 40.000 Besucher die Angebote des Museums im Zeughaus (einschließlich der Veranstaltungen) wahr. Da die Veranstaltungen im Freien keinen Eintritt kosten, sind genauere Zahlenangaben nicht möglich.

## Geschichte des Gebäudes
Das 33 Meter lange, 13 Meter breite und 7,50 Meter hohe zweigeschossige Backsteinhaus mit ausgebautem Dachgeschoss wurde 1698 fertiggestellt. Es ist das älteste erhaltene militärische Bauwerk des Niederstifts Münster. Das Haus ersetzte ein bereits 1670 errichtetes einstöckiges Fachwerkgebäude. Der bombensichere Neubau war so konzipiert, dass er dem Beschuss durch schwere Artillerie durch ein äußerst massives Ziegelmauerwerk mit wuchtigen Außenstützen und einem doppelten, in jedem Stockwerk vorhandenen, von massiven Strebepfeilern getragenen Kreuzgratgewölbe standhalten sollte. Für das Fundament wurden die Steine des abgebrochenen Amtshauses auf der ehemaligen Burg verwendet. Insgesamt besteht das Gebäude aus 432.500 Ziegel-, Feld- und Sandsteinen. Das Wappen des Bauherrn, des Fürstbischofs Friedrich Christian von Plettenberg (Amtszeit 1688 bis 1705), ist über dem Portal an der Ostseite eingelassen.
Nach der Schleifung der Zitadelle wurde das Zeughaus zunächst als Kornspeicher benutzt. Von 1816 bis 1991 wurde es für Zwecke des Strafvollzugs, während der Zeit des Nationalsozialismus auch zur Unterbringung von Zwangsarbeitern verwendet. Das äußere Erscheinungsbild des unter Denkmalschutz stehenden Zeughauses wurde seit seinem Bau kaum verändert. Insbesondere musste der durch einen Bombentreffer im Jahr 1944 entstandene Schaden behoben werden.

## Konzept

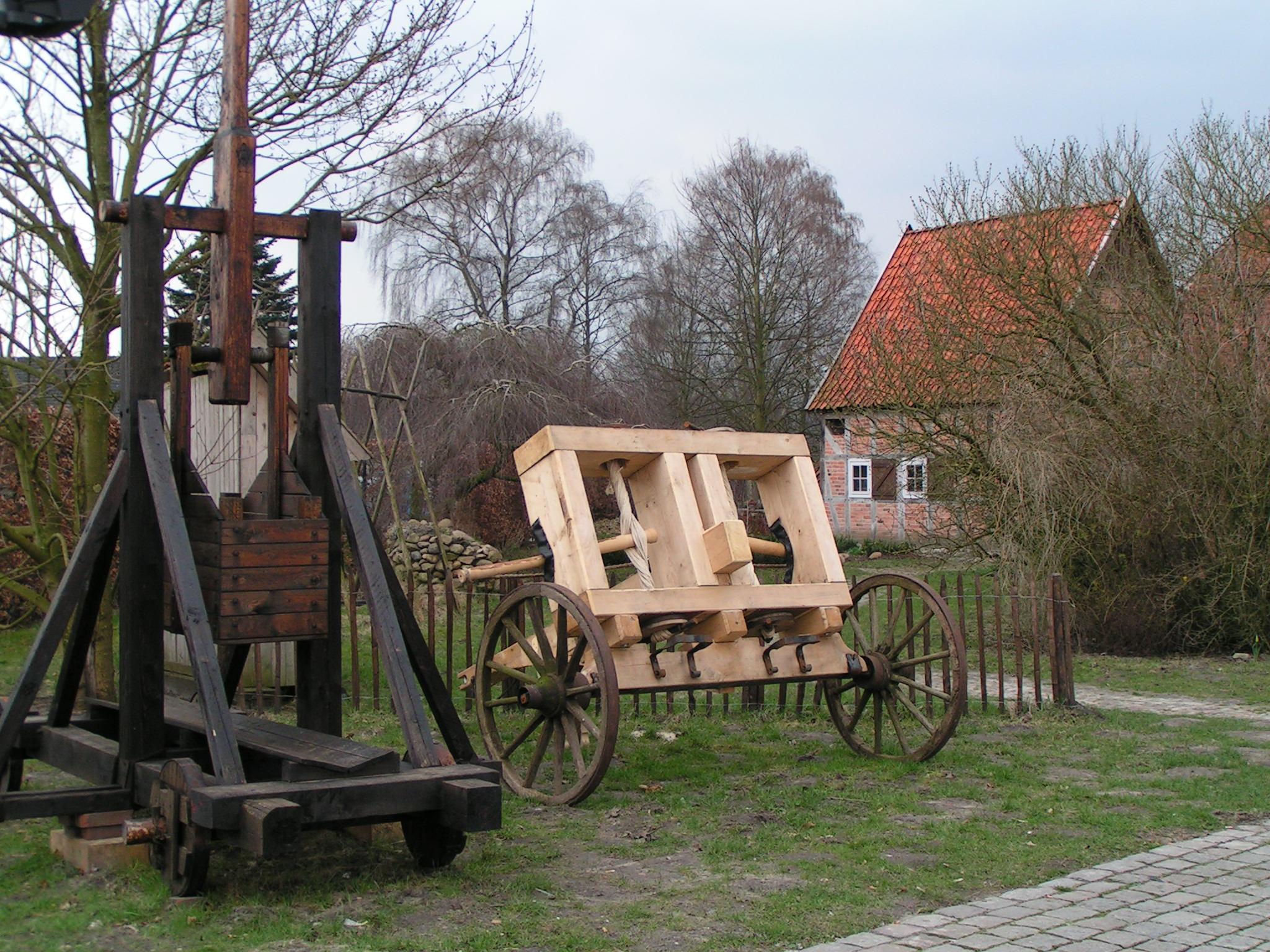
Kampfmaschinen vor dem Museum im Zeughaus (2006)

Auf über 1000 m² auf drei Stockwerken eine Vielfalt von historischen Inszenierungen und Mitmachaktionen zur steinzeitlichen, mittelalterlichen und barocken Welt, wie auch den historischen Strafvollzug und die Stadtgeschichte gezeigt. Hinter dem Museumsgebäude ist ein Backhaus errichtet. Auch im Außenbereich des Museums sind Exponate aufgestellt, z. B. Kampfmaschinen.
Das Museum arbeitet eng mit dem Zentrum für Experimentelles Mittelalter zusammen, das in den Museumsräumen seinen Sitz hat. Das Museum fühlt sich dem Konzept „Geschichte zum Anfassen“ verpflichtet. Es bietet den Besuchern überall in seinen Räumen Möglichkeiten, Exponate anzufassen, also sie im wörtlichen Sinne zu begreifen, und mitzumachen.
Das Museum beteiligt sich impulsgebend an der Erforschung der regionalen und mittelalterlichen Geschichte. Es verfolgt dabei den Ansatz der „Vergleichenden Regionalforschung“, begleitet Ausgrabungen und bewahrt, dokumentiert und erforscht deren Befunde sowie auch die eigenen Sammlungsbestände. Es gibt eigene Publikationen heraus.

## Erstes Zentrum für Experimentelles Mittelalter
Im Museum ist das Erste Zentrum für Experimentelles Mittelalter (ZEM) untergebracht, eine 2001 gegründete Einrichtung der Stadt Vechta. Es hat sich die Aufgabe gestellt, mittelalterliches Leben, auch durch „Learning by doing“, zu erforschen und es der Öffentlichkeit seriös zu präsentieren. Dabei stellt sich das Zentrum in die angelsächsische Tradition des Mediävalismus. Das ZEM arbeitet zur Wahrung des wissenschaftlichen Anspruchs eng mit der Universität Vechta zusammen. So hat die Universität Vechta am 3. und 4. Juni 2010 in den Räumen des Museums im Zeughaus eine Konferenz zum Thema „Mediävalismus im Spannungsfeld von Wissenschaft, Museum und populärer Geschichtskultur“ organisiert.

### Projekte des ZEM

#### Karlsboot
Im Jahr 2009 wurde ein „Karlsboot“ aus der Zeit Karls des Großen nachgebaut, das seitdem auf der Gräfte des Zitadellenparks betrachtet werden kann. Das Boot hat eine Länge von 9,20 m bei einer Breite von 1,80 m. Das archäologische Vorbild dieses Objekts liegt im Deutschen Schifffahrtsmuseum in Bremerhaven. Dieses wurde 1989 in Bremen in einer Baugrube der Martinistraße als Fragment gefunden.

#### Arme des Heiligen Alexander
In der Propsteikirche St. Georg in Vechta werden als Reliquie die Arme des Heiligen Alexander aufbewahrt. Umhüllt sind diese mit einem byzantinischen Seidengewebe aus dem 8. bzw. 9. Jahrhundert. Dieser Stoff wurde im Auftrag des ZEM von der Webermeisterin Doris Arendholz nachgewebt. Die Stoffrepliken werden in der Dauerausstellung „Mittelalter“ im Museum im Zeughaus präsentiert, zusammen mit dem schriftlichen Bericht über die Translatio und Miracel der Alexanderreliquien um 850. In diesem Teil der Dauerausstellung wird die Bedeutung der Missionierung der Sachsen durch die Wildeshauser Nachfahren Widukinds herausgestellt.

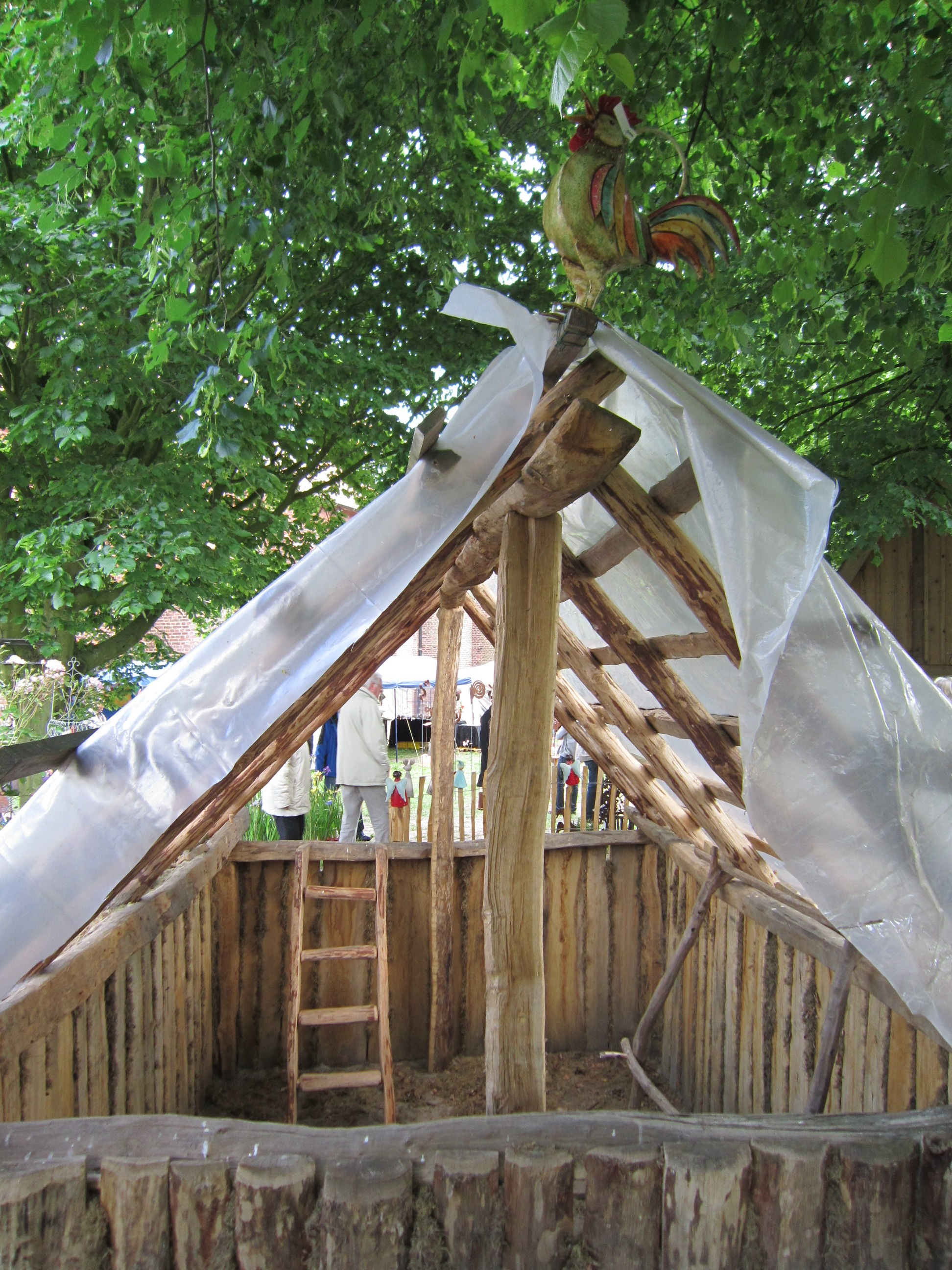
Grubenhaus (11. Jahrhundert) hinter dem Zeughaus (2012)

#### Grubenhäuser
Bei Ausgrabungen in Holdorf und in Endel wurde 2006 eine große Anzahl von Grubenhäusern gefunden. Grubenhäuser dienten im Mittelalter als Vorratskammern oder als handwerkliche Produktionsstätten. Solche Produktionsstätten, z. B. an Furten wie in Vechta, waren im Mittelalter immer wieder Ansätze für eine spätere Besiedlung. Zur großen Überraschung fand man bei der Grabung Endel in einem Grubenhaus einen fast vollständig erhaltenen Steinofen. Dieser konnte mit Hilfe der Landesarchäologie in situ komplett geborgen und gesichert werden. Dieser Fund gab den Anstoß, nicht nur den Steinofen museal der Öffentlichkeit zu präsentieren, sondern auch entsprechend dazugehörige Grubenhäuser zu rekonstruieren, die zurzeit im Bau sind. Geplant ist die Präsentation von drei Grubenhäusern im Außenbereich des Museums: die Werkstatt eines Knochenschnitzers, ein Webhaus und ein Grubenhaus mit Steinofen.

#### Castrum Vechtense

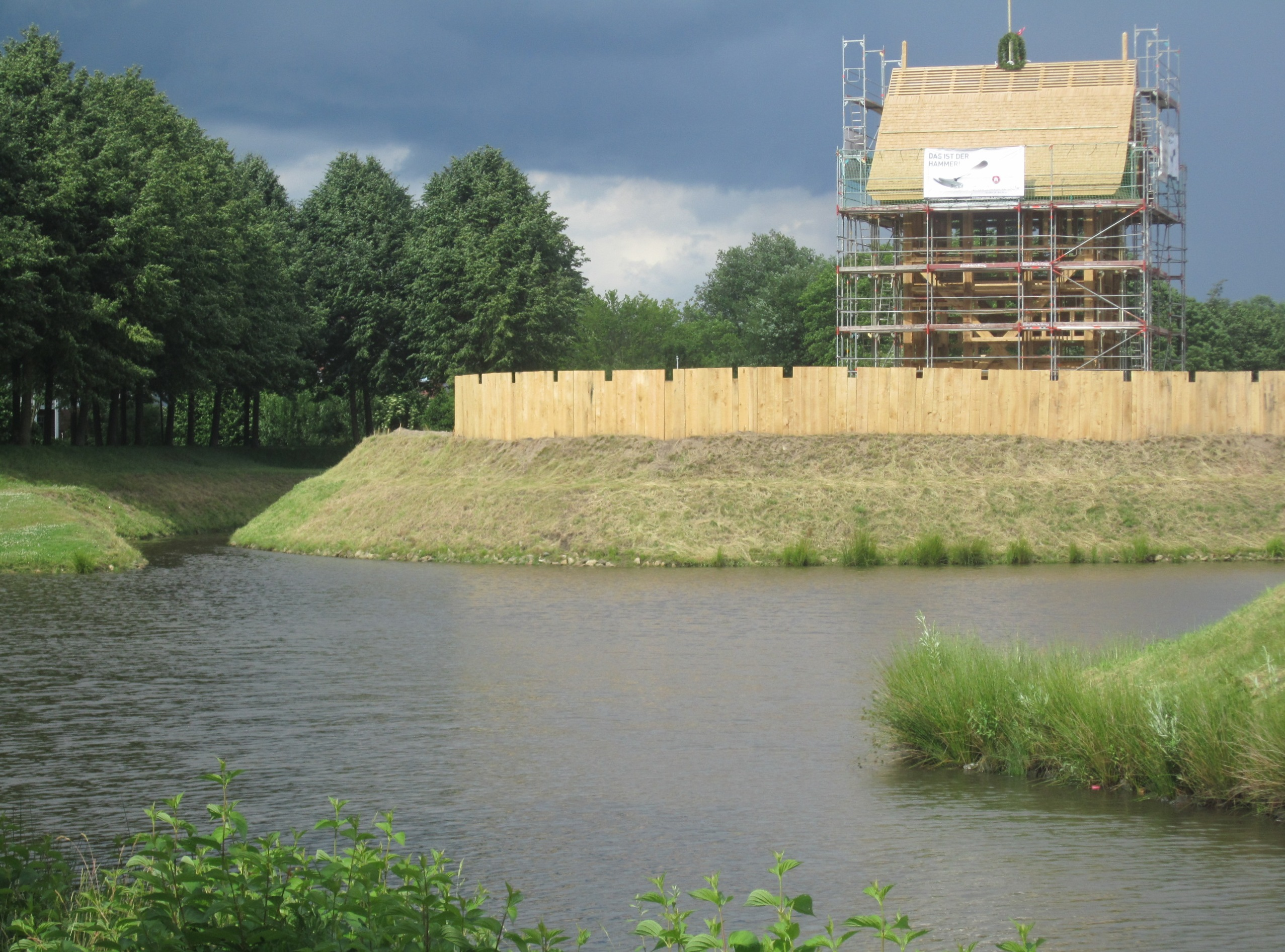
Burgturm des Castrum Vechtense nach dem Richtfest im Juni 2013

Ehrgeizigstes Projekt des Zentrums für Experimentelles Mittelalter ist der Nachbau der historischen Burg Vechta im Nordosten des Zitadellengeländes unter dem Projektnamen Castrum Vechtense. Der Nachbau soll sich in mehreren Abschnitten vollziehen; mit den Arbeiten für den ersten Abschnitt ist im Frühjahr 2012 begonnen worden. Die drei Inseln, auf denen die Burg stehen soll, sind inzwischen fertiggestellt. Am 28. September 2013 wurde zum Abschluss des ersten Bauabschnitts der 13 Meter hohe, aus 48 Kubikmetern rohem Eichenholz bestehende Turm der Burg im Rahmen der Burgmannen-Tage eingeweiht.

#### Aufstellung von Eisenfiguren

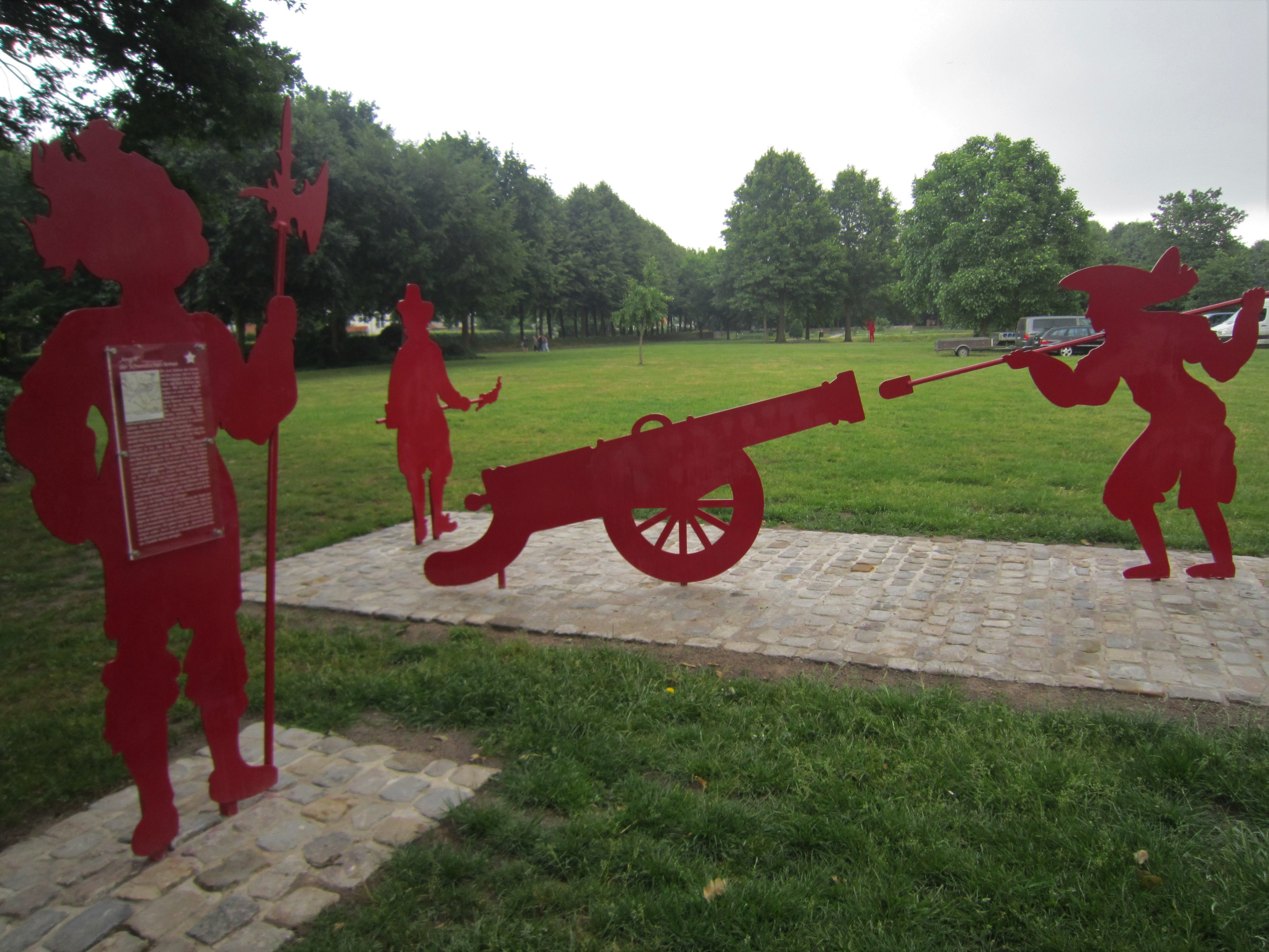
Darstellung eines (fiktiven) Artilleriebeschusses schwedischer Truppen auf die Zitadelle Vechta im Zitadellenpark (2016)

2016 stellte die Stadt ein vom Museum im Zeughaus entwickeltes LEADER-Projekt mit dem offiziellen Titel „Erläuterung der historischen Parkanalage Zitadelle Vechta – Touristische und Pädagogische Inwertsetzung“ vor. Begründet wurde das Projekt damit, dass es „[i]m Zitadellenpark Vechta […] bisher an Erklärungen und Informationen über die historische Bedeutung der weitläufigen Anlage [fehlt], die sich Besucher und Schulklassen außerhalb geführter Wanderungen durch das Museum selbst erarbeiten können.“ Die Umsetzung des Projekts besteht darin, dass über das Gelände verstreut Eisenfiguren aufgestellt wurden, die Szenen des soldatischen Lebens darstellen. „Die Figuren sollen ein verbindendes Element zwischen den bisher isoliert für sich stehenden Museumsbereichen ‚Museum im Zeughaus‘, dem ‚Zitadellenpark‘ und dem ‚Castrum Vechtense‘ darstellen.“

## Kooperationen
Das Museum im Zeughaus arbeitet im Rahmen der „Vergleichenden Regionalforschung“ eng mit dem Kreismuseum in Syke zusammen. Der Leiter des Museums, Axel Fahl-Dreger, hat sich als Ko-Autor des von der „Deutschen St. Jakobus-Gesellschaft“ herausgegebenen Pilgerführers Der Baltisch-Westfälische Weg der Jakobspilger zwischen Bremen und Osnabrück betätigt. Eng arbeitet das Museum im Zeughaus auch mit der Universität Vechta zusammen. Es ist eine Station der Boxenstopp-Route, einer Ferienstraße, die sich durch das gesamte Oldenburger Münsterland zieht.

## Veranstaltungen
In den Räumen des Museums finden wissenschaftliche und kulturelle Veranstaltungen statt. Zum Angebot des Museums gehören „Ausflüge ins Mittelalter, Begegnungen mit Märchenfiguren, Cafehausnachmittage, ein Weinbergfest, Ausstellungen, Vorlesungen“.
Die Universität Vechta organisiert Ringvorlesungen im Museum im Zeughaus.

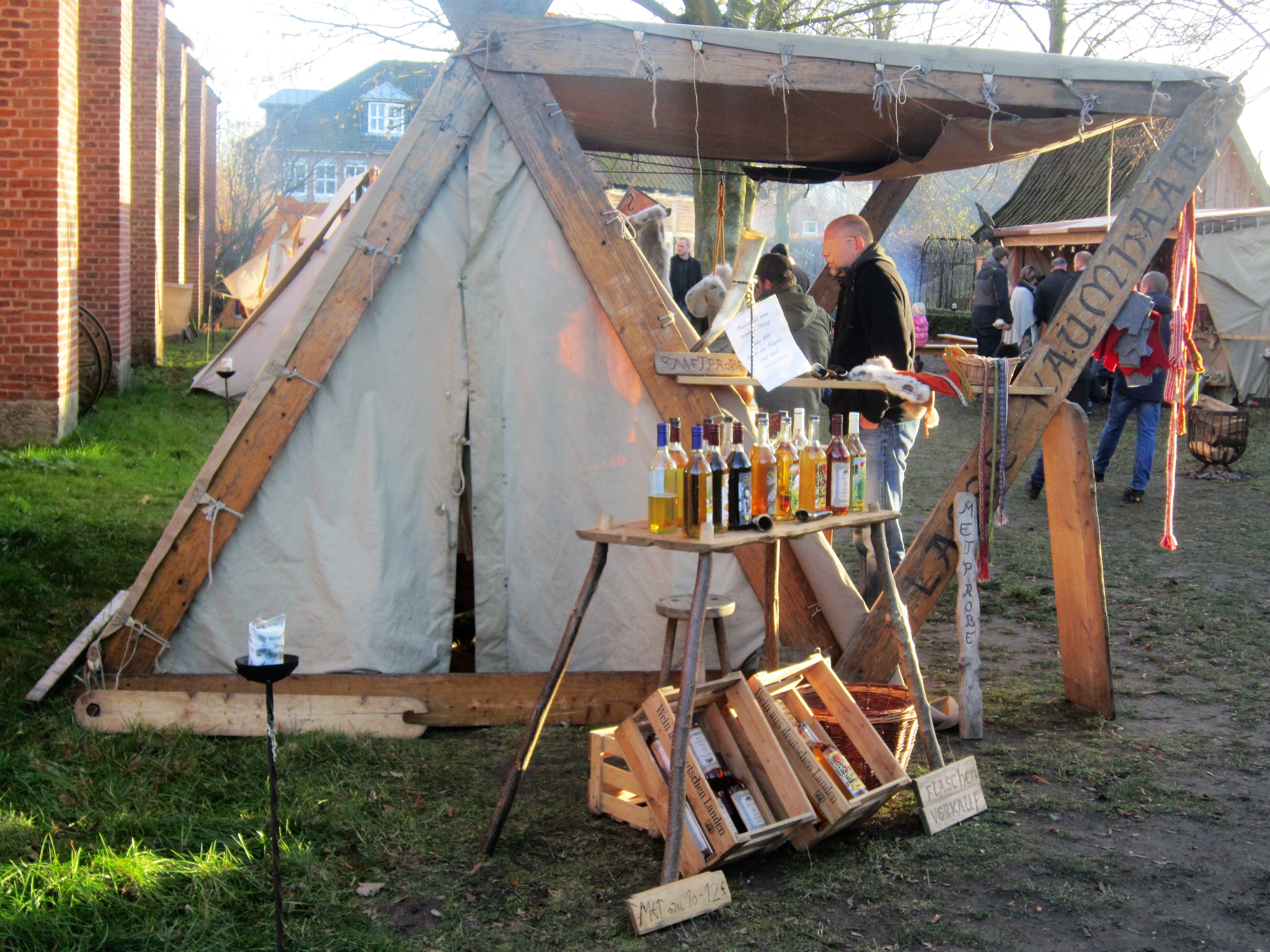
Barbaramarkt 2016

Das Zentrum für Experimentelles Mittelalter veranstaltet regelmäßig im Museum im Zeughaus Kurse. Interessierte können dabei die Herstellung von Gegenständen mit Materialien und Techniken erlernen, die den Menschen im mittelalterlichen Mitteleuropa bereits zur Verfügungs standen. Darüber hinaus gibt Kurse zur Erlernung der Fecht-, der Koch- sowie der Sanges- und Tanzkunst in Mittelalter und Renaissance. Die Nachhaltigkeit des Lern- und Sozialprozesses wird durch das gemeinsame Tun und den Austausch von Wissen und Fähigkeiten der Teilnehmer untereinander verstärkt. Das ZEM bildet so eine wichtige Schnittstelle zwischen Wissenschaft/universitärer Forschung und Öffentlichkeit.
Seit 2010 organisiert das ZEM in der Adventszeit einen Barbaramarkt vor dem Museum.
Vor dem Museum finden alljährlich ferner Anfang Juni die Landpartie „StadtgARTen“ und Anfang September das „Weinbergfest“ statt.

### Burgmannen-Tage

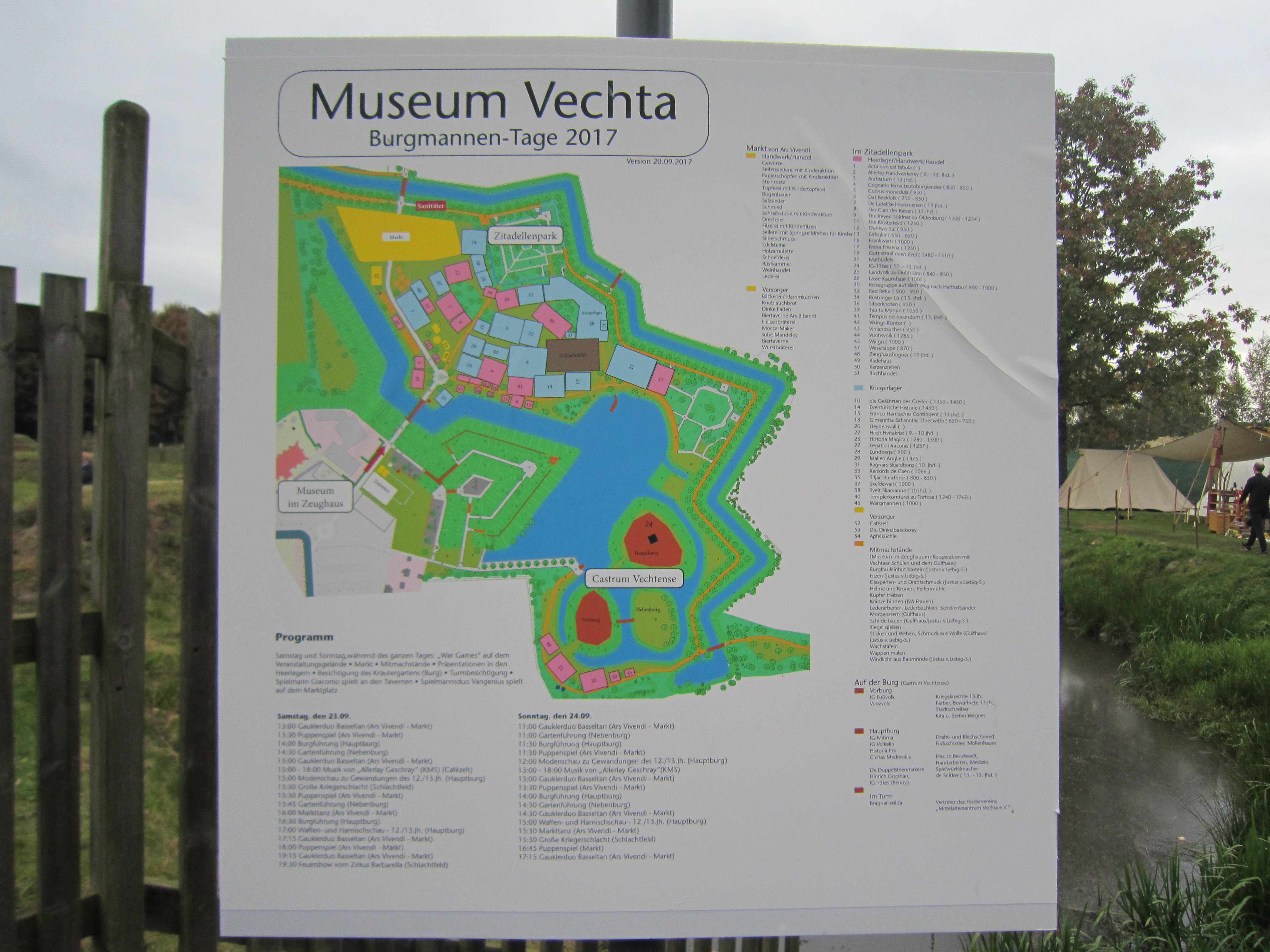
Lageplan der Burgmannen-Tage 2017

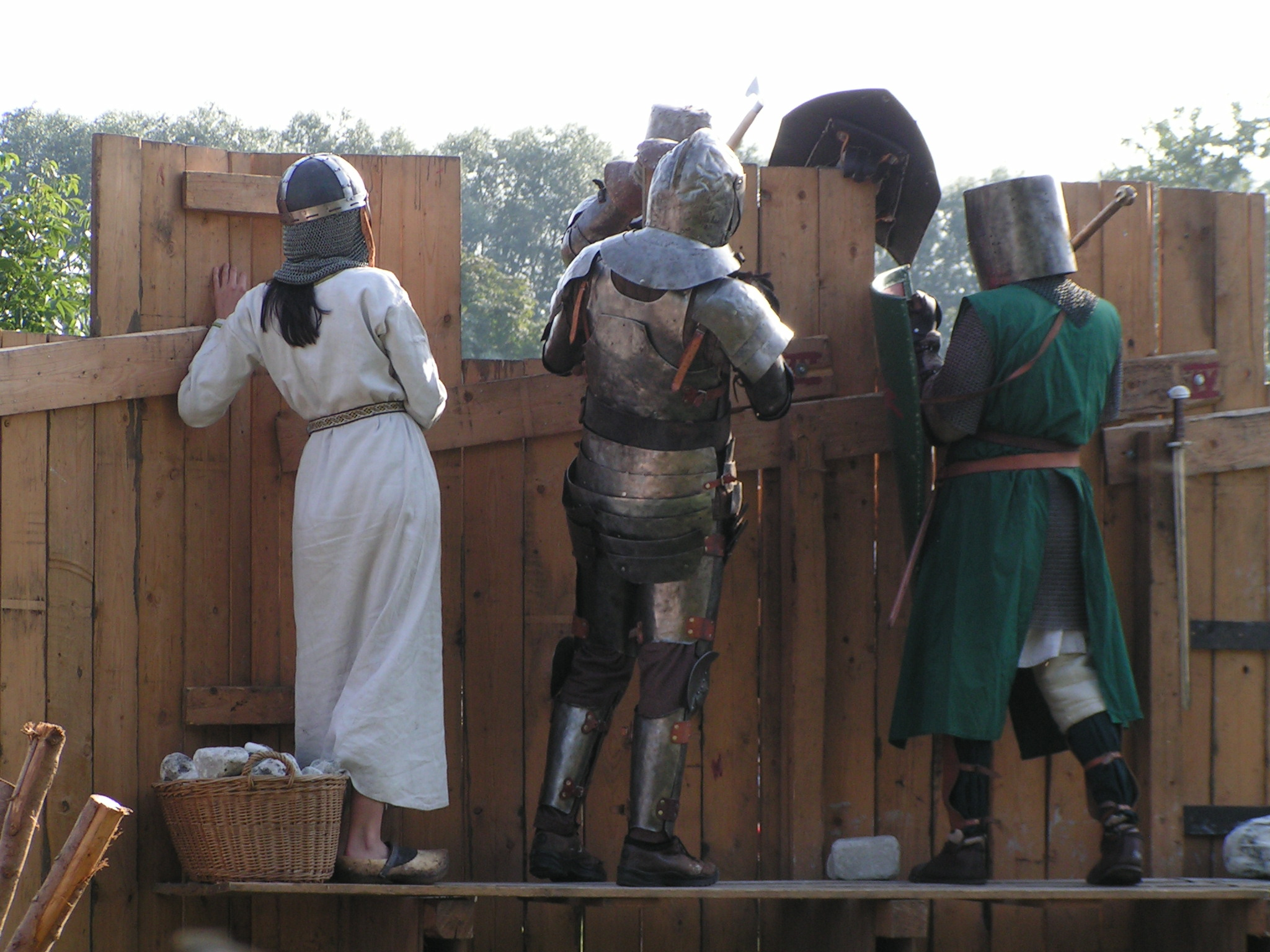
Nachgespielte Burgeroberung während der Burgmannen-Tage

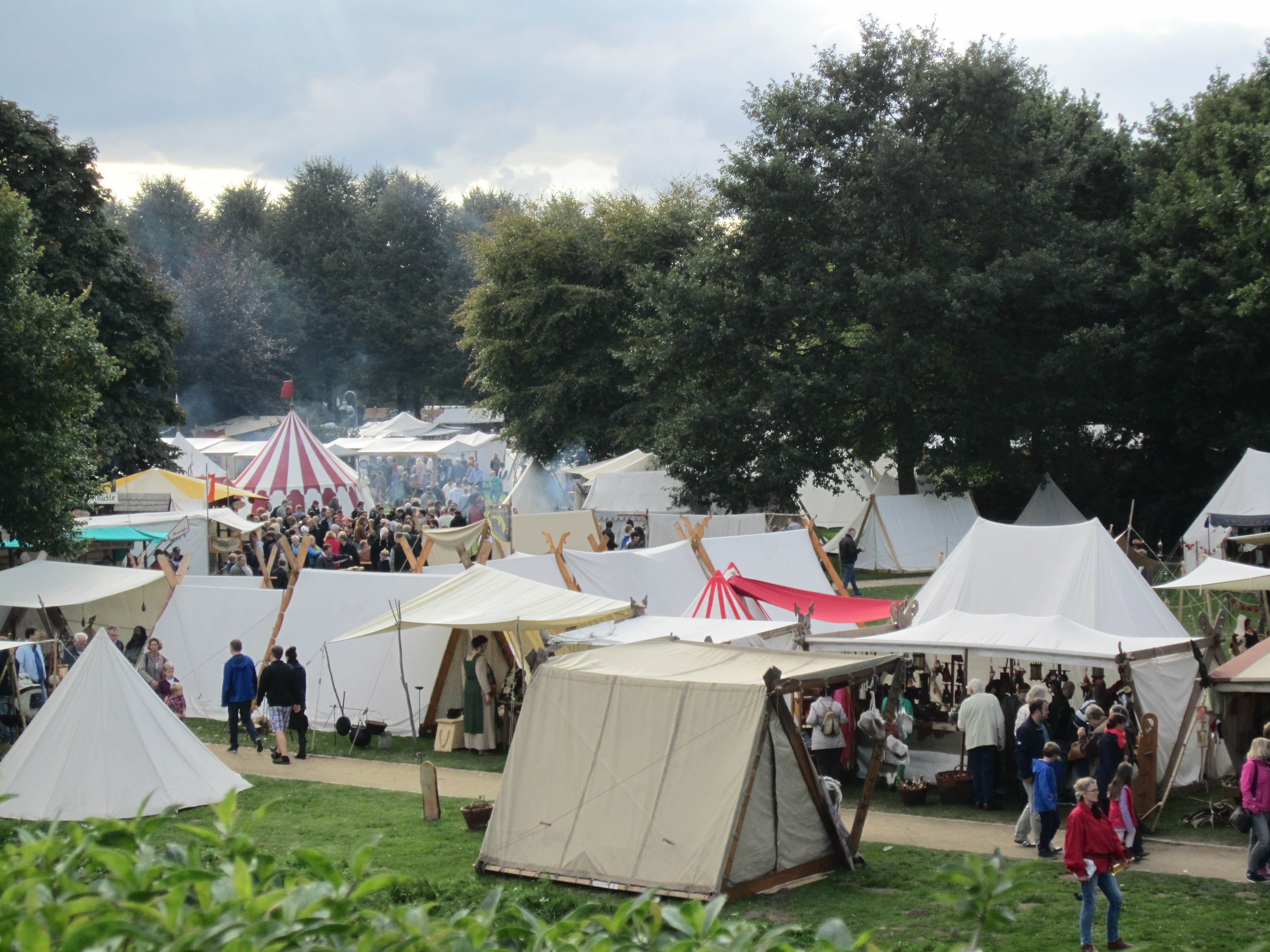
Markttreiben auf den Burgmannen-Tagen 2015

Wichtigste Veranstaltung des Zentrums für Experimentelles Mittelalter sind die alljährlich Ende September stattfindenden Burgmannen-Tage, ein Mittelaltermarkt auf dem gesamten Gelände des Zitadellenparks Vechta. Die Burgmannen-Tage sind nach den Verteidigern der im 17. Jahrhundert geschleiften Burg Vechta benannt und wurden 1999 erstmals durchgeführt. Die Burgmannen-Tage sind das einzige Mittelalter-Festival in Norddeutschland mit freiem Eintritt.
Der Name der Veranstaltung geht auf das Burgmannen-Kollegium in Vechta zurück. Es war zunächst als Schutzmannschaft für die Burg gedacht, bekam allerdings durch den Verkauf der Ravensberger Grafschaftsrechte an das Hochstift Münster im Jahre 1252 erweiterte Funktionen. Fortan vertrat es den Fürstbischof in seinen Geschäften in Vechta. In Vechta sollen insgesamt 22 Burgmannenhöfe nachweisbar sein. Bis zu 51 Burgmannen waren in der Blütezeit des Gremiums Mitglieder. Erst 1806 wurde das Kollegium endgültig aufgelöst.
Während der Burgmannen-Tage wurden bislang u. a. die folgenden Aktionen durchgeführt:
- Darstellungen und Aktionen zum mittelalterlichen Alltag in den Heerlagern und den Handwerkerständen (z. B. Badehaus, Seilerei, Falknerei etc.)
- eine simulierte Burgeroberung, der „Sturm auf die Palisaden“
- der „Kampf der Freien Ritter“
- Darbietungen mittelalterlicher Musik
- eine Modenschau zu Gewändern des 13. Jahrhunderts
- eine Feuershow
- ein Bogenschützenturnier
- Mitmachstände für Kinder und Jugendliche

## Planungen für die Zukunft
Im November 2021 mahnte der seinerzeitige Museumsdirektor Kai Jansen, dass es aufgrund einer Überalterung der Dauerausstellung in seinem Museum zu einer „Abstimmung mit den Füßen“ in Form rückläufiger Besucherzahlen kommen könne. Jansen zufolge „entspricht die Ausstellung sowohl in didaktischer als auch gestalterischer Hinsicht nicht mehr den heutigen Erwartungen.“ Konkret forderte Jansen, dass „[d]urch Gegenwartsbezüge […] verstärkt Brücken zum Leben der Besucher gebaut werden“ könnten. „Anhand eindrucksvoller Inszenierungen, durch das Einbeziehen neuer interaktiver Elemente und die Überarbeitung der Mitmachstationen würde“, so Jansen, „die Dauerausstellung auf einen modernen Stand gebracht und damit das Museum auch zukunftsfest gemacht werden“. Die Stadt Vechta als Trägerin des Museums unterstützt Jansens Pläne.